# Тамаш Молнар
Тамаш Молнар (угор. Molnár Tamás, 2 серпня 1975) — угорський ватерполіст, олімпійський чемпіон.

## Виступи на Олімпіадах
| Олімпіада   | Дисципліна | Місце |
| ----------- | ---------- | ----- |
| Сідней 2000 | водне поло | 1     |
| Афіни 2004  | водне поло | 1     |
| Пекін 2008  | водне поло | 1     |